# لاردارو
لاردارو (به ایتالیایی: Lardaro) یک کومونه در ایتالیا است که در ترنتینو واقع شده‌است.

## خصوصیات
لاردارو ۱۰٫۸ کیلومترمربع مساحت و ۲۰۷ نفر جمعیت دارد و ۷۳۲ متر بالاتر از سطح دریا واقع شده‌است.